# مودو بارو
مودو بارو (انگلیسی: Modou Barrow؛ زادهٔ ۱۳ اکتبر ۱۹۹۲) بازیکن فوتبال اهل سوئد است.
از باشگاه‌هایی که در آن بازی کرده است می‌توان به باشگاه فوتبال سوانزی سیتی، باشگاه فوتبال نورشوپینگ، باشگاه فوتبال ردینگ، باشگاه فوتبال بلکبرن روورز، باشگاه فوتبال اوسترشوندس، و باشگاه فوتبال ناتینگهام فارست اشاره کرد.
وی همچنین در تیم ملی فوتبال گامبیا بازی کرده است.